# Schlacht an der Calven
Triesen · Hard · Bruderholz · Hallau · Schwaderloh · Frastanz · Calven · Dornach
Die Schlacht an der Calven (rätoromanisch Battaglia da Chalavaina) zwischen den Drei Bünden und dem Schwäbischen Bund fand am 22. Mai 1499 im Val Müstair/Münstertal auf dem Gebiet der Gemeinden Taufers und Mals statt und war eine Auseinandersetzung während des Schwabenkriegs. Früher war die Schlacht an der Calven, der Talenge, die das Val Müstair vom Vinschgau trennt, auch als Schlacht auf der Malser Haide bekannt.

## Vorgeschichte

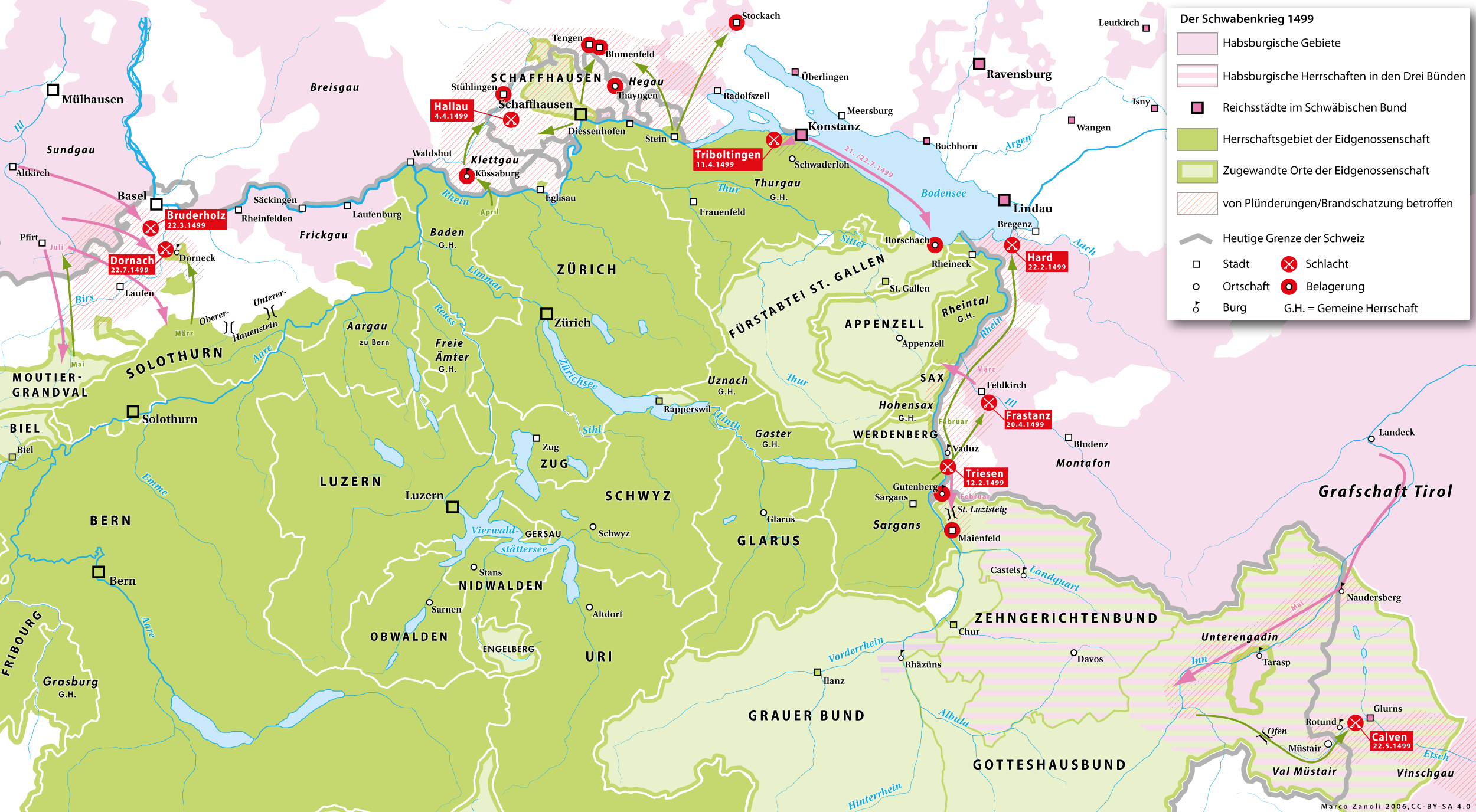
Übersichtskarte zum Schwabenkrieg

Der Vinschgau und das Münstertal waren seit dem Frühmittelalter zwischen dem Bistum Chur und der Grafschaft Tirol umstritten. Im 13. Jahrhundert erwarben die Grafen von Tirol die Landeshoheit über die Grafschaft Vinschgau-Unterengadin. Die Güter und Rechte des Bistums Chur blieben aber unangetastet. Sie konzentrierten sich vor allem im Obervinschgau. In Mals bestand ein bischöfliches Gericht für die Untertanen, die sog. «Gotteshausleute». Ein bischöflicher Hauptmann residierte auf der Fürstenburg in Burgeis.
Nachdem Tirol 1363 an das Haus Habsburg gekommen war, versuchten wiederholt habsburgische Statthalter die bischöflichen Rechte im Unterengadin, im Münstertal und im Vinschgau einzuschränken und die Tiroler Landeshoheit durchzusetzen. Gegen diese Versuche der Entfremdung vom Bistum Chur vereinigten sich die Untertanen des Bischofs zwischen 1367 und 1415 zum Gotteshausbund, dem auch die Gerichtsgemeinden des Unterengadins, des Münstertals und des oberen Vinschgaus angehörten. Der Fürstbischof von Chur, zur fraglichen Zeit Heinrich von Hewen, ein schwäbischer Adliger, geriet zwischen die Fronten. Einerseits war er als Landesherr klar daran interessiert, den Einfluss Habsburgs zurückzudrängen und seine eigene Herrschaft zu stärken. Andererseits konnte ihm nicht daran gelegen sein, das freiheitlich-genossenschaftliche Element in seinem Herrschaftsgebiet übermässig zu stärken.
Im späteren 15. Jahrhundert erwarben die Habsburger immer mehr Herrschaften und Rechte im Prättigau und Schanfigg, so dass sich ihre Landeshoheit langsam in ganz Bünden durchzusetzen schien. König Maximilian I. von Habsburg vereinigte schliesslich die römisch-deutsche Königswürde, das gesamte habsburgische Erbland und Burgund unter einer Krone. Seit 1495 versuchte er im Deutschen Reich eine Reichsreform durchzusetzen, um die zentrale Gewalt zu stärken. Die Eidgenossen verweigerten jedoch deren Umsetzung und setzten sich in Opposition zum Reich und zu Habsburg. 1497/99 schlossen der Gotteshausbund und der Graue Bund deshalb ein Bündnis, das klar gegen die weitere Ausbreitung der Macht Habsburgs in Graubünden gerichtet war.
Der habsburgische Machtzuwachs führte ab 1494 zu einem langwierigen Konflikt mit Frankreich um die Vorherrschaft in Italien. Aus diesem Grund erhielt die Kontrolle über die Alpenpässe, die den direkten Vorstoss in die Lombardei ermöglichten, entscheidende Bedeutung. Einer dieser wichtigen Alpenübergänge war der Umbrailpass vom Münstertal ins Veltlin, der eine direkte Verbindung zwischen Innsbruck und Mailand ermöglichte. Ein Überfall von Tiroler Truppen auf das Kloster St. Johann im Münstertal löste schliesslich einen offenen Konflikt aus, der im Februar 1499 in den Schwabenkrieg zwischen den Eidgenossen und den Drei Bünden einerseits und dem Haus Habsburg, unterstützt vom Schwäbischen Bund anderseits mündete. Der Bischof von Chur versuchte anfänglich den Konflikt zu schlichten. Von den Bündnern deswegen als Verräter angesehen, musste er Zuflucht in Innsbruck suchen.
Für Maximilian I. war während des ganzen Schwabenkrieges eindeutig die Eroberung des Engadins und des Münstertals das wichtigste Ziel. Ende März stiessen Truppen des Königs und des Schwäbischen Bundes plündernd und zerstörend ins Unterengadin bis Zernez und ins Münstertal vor. Der bischöfliche Hauptmann auf der Fürstenburg, Benedikt Fontana, musste fliehen, die Äbtissin des Klosters St. Johann und weitere 33 Engadiner wurden als Geiseln verschleppt. Im oberen Vinschgau zwischen Mals und Glurns sammelte Maximilian dann im Mai ein Heer von 12'000 Mann, um den entscheidenden Schlag gegen die Drei Bünde auszuführen. Zum Schutz des Heerlagers war zwischen Taufers und Laatsch eine starke Letzi errichtet worden, die den Engpass der Calven sperrte, wo der Rambach aus dem Münstertal in das Etschtal hinausfliesst. Der Festungswall war stark gebaut und mit zahlreichen Geschützen bestückt.

## Die Schlacht

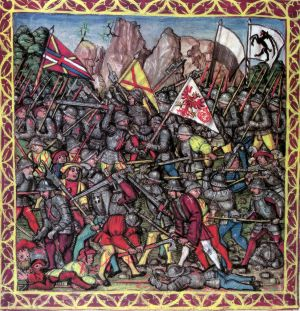
Darstellung der Schlacht an der Calven in der Luzerner Chronik des Diebold Schilling, 1513

Auf Drängen Benedikt Fontanas beschlossen die Drei Bünde schliesslich, der Bedrohung durch das habsburgische Heer entgegenzutreten. Am 11. Mai wurden die habsburgischen Truppen vom Ofenpass vertrieben. Am 17. Mai zog die Hauptmacht der Bündner von Zuoz aus mit 6300 Mann ins Münstertal. Als sie am 21. Mai vor der Letzi ankamen, beschlossen sie sofort anzugreifen, weil die Verpflegung der Truppe im kargen Gebirge über längere Zeit unmöglich war und Maximilian I. mit einem weiteren Heer auf dem Weg in den Vinschgau war. Im Haus «Chalavaina» wurde in einem kurzen Kriegsrat ein Schlachtplan entworfen – daher die rätoromanische Bezeichnung der Schlacht als «battaglia da Chalavaina».
Von den etwa 12'000 Mann auf Gegenseite waren etwa 2000 auf der Letzi selbst stationiert, etwa 1200 italienische Söldner deckten die rechte Flanke und 200 Tiroler besetzten die Marengobrücke hinter der Letzi. Vor der Letzi befand sich ausserdem die Burg Rotund bei Taufers, die ebenfalls mit habsburgischen Truppen bestückt war. Der Rest der Armee war als Reserve in der Etschebene zwischen Burgeis und Glurns auf die Dörfer verteilt.
Ähnlich wie in der Schlacht bei Frastanz die Eidgenossen, wählten auch die Bündner bei der Calven eine Umgehung anstelle des aussichtslosen Frontalangriffs auf die Letzi. Mit Hilfe von einheimischen Führern aus dem Münstertal stieg ein 2000–3000 Mann starkes Kontingent der Bündner unter den Hauptleuten Wilhelm von Ringk und Hans von Lumerins über den 2300 m hohen Schliniger Berg, um dem Gegner in den Rücken zu fallen. Gleichzeitig sollte die Hauptmacht auf ein Zeichen hin die Letzi angreifen. Ein Problem stellte dabei die Burg Rotund dar, von der aus das Umgehungsmanöver klar zu erkennen gewesen wäre. Deshalb begann dieses erst nach Mitternacht, weshalb sich Teile der Truppe im Dunkeln verirrten und statt direkt nach Laatsch hinunter zuerst ins Arundatal vorstiessen.
Die Bündner erreichten bei Tagesanbruch das Etschtal, wo ihnen sofort habsburgische Truppen entgegentraten. Als jedoch das Gerücht aufkam, es seien über 30'000 Bündner im Anmarsch, brach Panik aus und ein Teil der Truppen floh, ein anderer wurde aufgerieben. Die Bündner stiessen sofort zur Marengobrücke vor, wo sich jedoch die Flüchtenden mit den Tirolern vereinigten und hartnäckig Widerstand leisteten. Trotz mehrstündigem Kampf konnte die Brücke nicht eingenommen werden, wodurch der Angriff von hinten auf die Letzi nicht stattfand.
Die Bündner Hauptmacht vor der Letzi hatte in der Zwischenzeit zwar das verabredete Zeichen zum Angriff erhalten, aber die Anführer zögerten den Angriff hinaus, da sie hohe Verluste befürchteten und warten wollten, bis der Kampf hinter der Letzi entbrannt wäre. Als Nachricht über den schlechten Verlauf des Umgehungsmanövers eintraf, versuchten die Bündner mit einem Frontalangriff die Letzi zu überrennen, was ihnen nur mit grossen Verlusten gelang. Dabei fiel auch der bischöfliche Hauptmann Benedikt Fontana. Nach einer Legende soll er dabei den vorstürmenden Bündnern auf Romanisch zugerufen haben: «Frestgamaintg anavant, mies mats! Ia sung angal en om, betg az starmante; oz Grischuns e las Leias u mai ple!» – «Frisch auf, meine Jungen, ich bin nur ein Mann, achtet meiner nicht; heute noch Bündner und die Bünde oder nimmermehr!» (Genaueres zu diesen Worten siehe unter Benedikt Fontana). Fontana gilt seither als Bündner Nationalheld. Die Bündner sollen – unter Anführung von Oberst Hartwig von Capol – durch Fontanas Tod angestachelt die Letzi endlich überwunden haben. Die Verteidiger an der Letzi wandten sich nun zur Flucht und rissen auch die italienischen Söldner mit sich.
Die Bündner verfolgten die Fliehenden bis weit in den Vinschgau hinunter. Zahlreiche fliehende Landsknechte kamen dabei in den reissenden Schmelzwasserfluten der Etsch um, als die Brücken unter ihrem Gewicht zusammenbrachen. Über 5000 Mann aus Schwaben, Tirol und Italien sollen gefallen sein. Demgegenüber hatten die Bündner etwa 2000 Tote zu verzeichnen. Die Bündner plünderten das ganze obere Etschtal bis nach Schlanders und brannten die Dörfer Mals, Glurns und Laatsch nieder. Alle männlichen Bewohner über 12 Jahren wurden ermordet. Zur Vergeltung folterten die Tiroler 38 Engadiner Geiseln in Meran zu Tode.

## Nachspiel

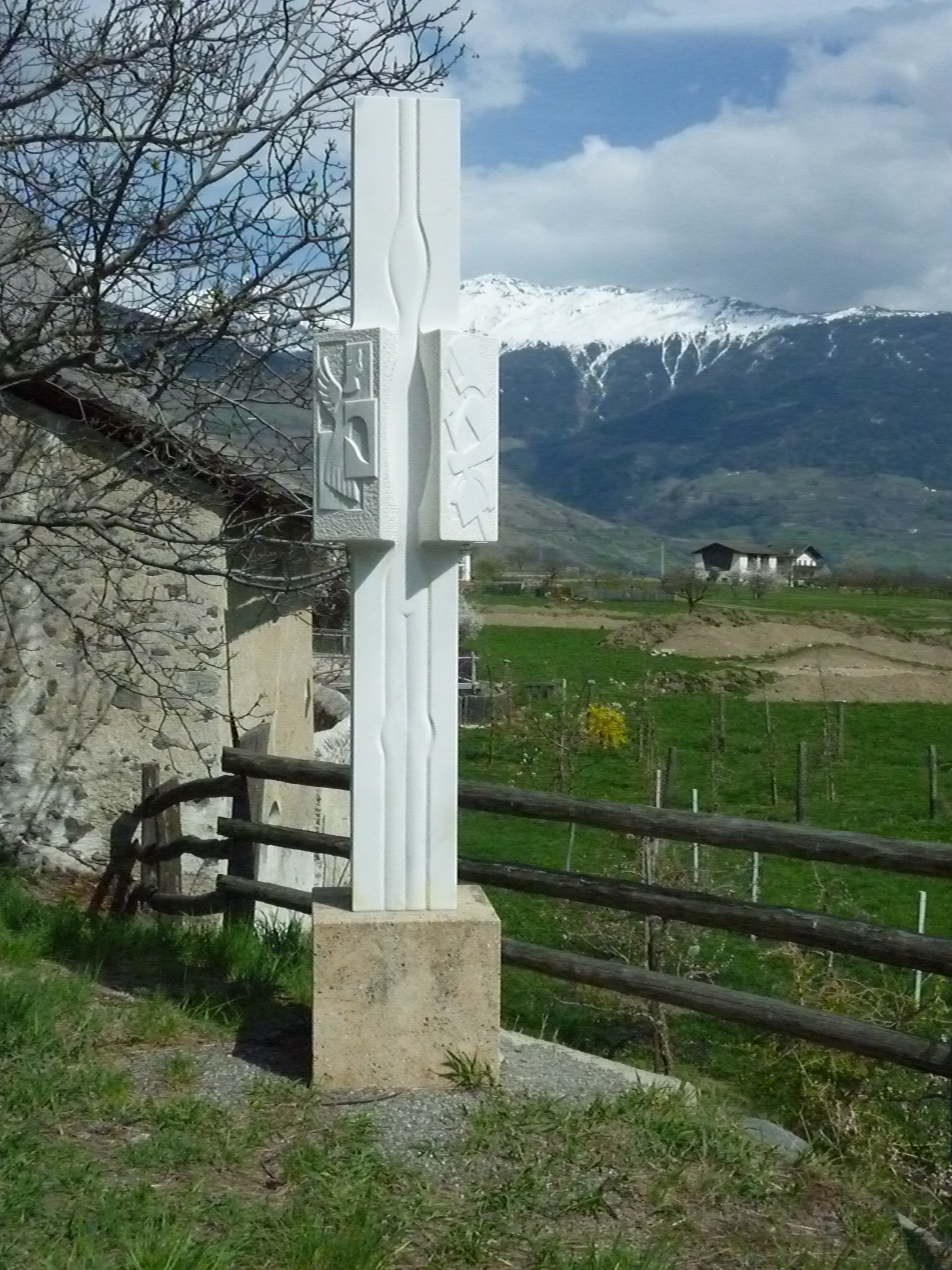
Erinnerungsstein

Als die Bündner die Letzi an der Calven zerstört hatten, zogen sie am 25. Mai mit ihrer Beute, darunter 300 kleinen und acht grösseren Geschützen wieder über den Ofenpass. Vier Tage später traf König Maximilian mit einer weiteren Armee im völlig zerstörten Glurns ein. Als Rache liess er 15'000 Mann ins Engadin vorrücken, die jedoch bald wieder umkehren mussten, weil die Bündner alle Vorräte weggeführt und die Dörfer verbrannt hatten.
Die Niederlage an der Calven war der entscheidende Sieg der Bündner im Schwabenkrieg. Da Maximilian seine schwäbischen Bundesgenossen nicht zu einer Entsendung von grösseren Verbänden nach Graubünden gewinnen konnte, musste er bald wieder an den Bodensee zurückkehren. Die Bündner konnten dann im Frieden zu Basel zwar nicht wie erhofft die habsburgischen Rechte im Zehngerichtebund und im Gotteshausbund ablösen, aber die weitere Ausbreitung Habsburgs war endgültig gestoppt. Der Sieg an der Calven gilt zudem als eigentliche Geburtsstunde des Freistaats der Drei Bünde, der sich 1524 endgültig festigte. Der obere Vinschgau blieb als einziges Gebiet fest in der Hand Habsburgs und 1618 mussten die Bünde dieses Gebiet endgültig aufgeben.

## Calvenfeier
Im Mai 1899 wurde in Chur eine aufwändige Feier mit Kostümumzug und Festspiel zur Erinnerung an die Schlacht veranstaltet. Die Calvenfeier soll wesentlich zur Förderung des nationalstaatlichen Bewusstseins im Kanton Graubünden und zur Bildung von Trachtenvereinigungen beigetragen haben.